# آرامگاه جوادخان
آرامگاه جوادخان (انگلیسی: Tomb of Javad Khan) یک بنای تاریخی در شهر گنجه و میدان شاه عباس این شهر و در نزدیکی مسجد شاه عباس است.

## تاریخچه
در زمان اتحاد جماهیر شوروی، در حین حفاری، بیل مکانیکی به طور تصادفی درگیر ساخت آبنما در حیاط مسجد شد و حفاری متوقف شد. در ادامه مزار و سنگ مزاری که چیزی به عربی روی آنها نوشته شده بود پیدا شد. خواندن مطالب نشان می‌داد که قبر متعلق به خان کشته شده گنجه جوادخان قاجار است و بدون توجه به اعتراضات و موانع دولت، آرامگاه بازسازی شد.
سرانجام، در سال ۲۰۰۵ میلادی، با حمایت بنیاد حیدر علی‌اف، سنگ قبری بر روی مزار نصب شد و به یاد جوادخان ماندگار شد. آرامگاه به صورت چهار ضلعی از آجرهای پخته شده مطابق با سبک مدرسه معماری اران ساخته شده و با گنبد پوشیده شده است. مزار جوادخان در مرکز آرامگاه قرار دارد.
سنگ اصلی در موزه تاریخی قوم‌شناسی گنجه به عنوان یک نمایشگاه ارزشمند نگهداری می‌شود.